# Isoflavone

Strukturformel von Isoflavon

Isoflavone, auch Isoflavonoide genannt, sind meist gelblich gefärbte Pflanzenfarbstoffe, die als Derivate des Isoflavons zur Klasse der Flavonoide zählen. Sie sind sekundäre Pflanzenstoffe, die u. a. eine Funktion für pflanzliche Abwehr von Pathogenen ausüben.

## Struktur
Der Grundkörper Isoflavon kommt in Kleearten vor. Einige bekanntere Isoflavone sind Daidzein, als Glucosid Daidzin in Sojamehl, Genistein aus Sojabohnen und Rotklee, Prunetin aus der Rinde von Pflaumenbäumen, Biochanin A aus Kichererbsen, Rotklee u. a. Kleearten, Orobol, Santal aus Sandelholz, Rotholz u. a. Hölzern, Pratensein aus frischem Rot- oder Wiesenklee und Iridin in einigen Schwertlilien.
| Name        | Struktur | R5    | R7  | R3'   | R4' |
| ----------- | -------- | ----- | --- | ----- | --- |
| Isoflavon   |          | –H    | –H  | –H    | –H  |
| Daidzein    | –H       | –OH   | –H  | –OH   |     |
| Genistein   | –OH      | –OH   | –H  | –OH   |     |
| Prunetin    | –OH      | –OCH3 | –H  | –OH   |     |
| Biochanin A | –OH      | –OH   | –H  | –OCH3 |     |
| Orobol      | –OH      | –OH   | –OH | –OH   |     |
| Santal      | –OH      | –OCH3 | –OH | –OH   |     |
| Pratensein  | –OH      | –OH   | –OH | –OCH3 |     |

## Gesundheitliche Wirkung
Wie auch die Lignane haben die Isoflavonoide wegen ihrer chemisch-strukturellen Ähnlichkeit zu den 17-Ketosteroiden (Östrogen, Androgene) in hohen Dosen eine schwache geschlechtshormonelle Wirkung auf den Menschen. Sie werden daher auch Phytoöstrogene genannt. Allerdings haben weder Soja noch Soja-Isoflavone negative Auswirkungen auf männliche Sexualhormone.
Ein höherer Konsum von Sojaprodukten ist mit einem geringeren Krebsrisiko assoziiert. Forscher führen dies hauptsächlich auf die in Soja enthaltenen Isoflavone zurück. Insbesondere bei Prostata- und Brustkrebs besteht ein möglicher schützender Effekt.
2014 zeigte eine Meta-Analyse von 35 Studien, dass Soja-Isoflavone das Brustkrebsrisiko bei den untersuchten Frauen in Asien signifikant reduzieren, während in westlichen Ländern dieser Effekt nicht auftrat. Eine dieser Studien, welche an 334.850 Frauen zwischen 35 und 70 Jahren durchgeführt wurde, belegt die Sicherheit von Soja-Isoflavonen. 2019 bestätigte eine Studie an chinesischen Frauen, dass Sojakonsum einen Schutz vor Brustkrebs darstellen kann. 2022 kam eine Metaanalyse zu dem Ergebnis, dass der Konsum von Soja-Isoflavonen das Brustkrebsrisiko senke. Möglicherweise erhöht der Sojakonsum vor einer Brustkrebsdiagnose auch die späteren Überlebenschancen.
2014 kam eine Studie zu dem Schluss, dass es zwar Hinweise aber noch keine Evidenz dafür gäbe, dass Sojakonsum das Risiko für Prostatakrebs senkt. 2019 kam eine Auswertung von Beobachtungsstudien zu dem Schluss, dass Sojakonsum das Risiko für Prostatakrebs verringert.
2019 betrachtete eine Übersichtsarbeit die Ergebnisse von Beobachtungsstudien und kam zu dem Schluss, dass der Konsum von Soja und Soja-Isoflavonen das allgemeine Sterberisiko verringert.

## Nahrungsergänzungsmittel
Aus obigen Gründen werden Isoflavone in zahllosen Nahrungsergänzungsmitteln angeboten.
Zugelassene Medikamente sind auf dem deutschen Arzneimittelmarkt jedoch nicht erhältlich, weil die Wirksamkeit bisher nicht bewiesen werden konnte (Stand 2023). 
In der Vergangenheit warnten Ärzte vor zu reichlichem Genuss von Sojaprodukten und Nahrungsergänzungsmitteln mit isolierten Isoflavonen, weil sie den Verdacht hatten, dass diese die Schilddrüsenhormonproduktion hemmen und Kröpfe auslösen zu könnten. Aktuelle klinische Studien und verschiedenen Meta-Analysen und Reviews bestätigen jedoch tendenziell die positive Wirkung von Soja-Isoflavonen und konnte diesen Verdacht nicht bestätigen. So scheint der Einfluss von Soja auf die Schilddrüse nur bei mangelhafter Jod-Versorgung problematisch zu sein.
Klinische Studien zeigen, dass sich Soja-Isoflavone möglicherweise positiv auf die Gefäßgesundheit auswirken.
Ein wissenschaftliches Gutachten der Europäischen Behörde für Lebensmittelsicherheit (EFSA) aus dem Jahr 2015 besagt, es gebe keine Hinweise darauf, dass Isoflavone in Nahrungsergänzungsmitteln in der üblichen Dosierung für postmenopausale Frauen schädlich sind. Das Bundesinstitut für Risikobewertung (BfR) schloss sich dieser Auffassung 2017 an. Die Sicherheitsstudie des EFSA belegt im Detail, dass Isoflavone bei einer Dosierung von 35 bis 150 mg täglich, aufgenommen über die Nahrung oder Supplemente, keine negativen Effekte auf Brust, Gebärmutter und Schilddrüse zeigen. Die Effekte sind offensichtlich unabhängig von der Quelle: Positive Effekte wurden sowohl durch Isoflavone aus Sojanahrung als auch aus mit Soja- und Rotklee-Extrakten erzielt.

## Vorkommen in Lebensmitteln
Isoflavone finden sich vor allem in Sojabohnen und aus den daraus hergestellten Produkten.
| Lebensmittel       | Isoflavone mg/100g (Frischgewicht) | Isoflavone mg/100g (Trockengewicht) |
| ------------------ | ---------------------------------- | ----------------------------------- |
| Sojamehl           |                                    | 171 173                             |
| Sojamehl entfettet |                                    | 155                                 |
| Sojabohnen         | 50 60–145 50–150                   |                                     |
| Sojanüsse          | 149                                |                                     |
| Natto              | 82                                 |                                     |
| Miso               | 60 77                              |                                     |
| Rotwein            | 30–50                              |                                     |
| Bier               | 15–50                              |                                     |
| Tofu               | 14–33 15–50                        |                                     |
| Yuba               |                                    | 45                                  |
| Sojamilch          | 6,6 4,7–9,7                        |                                     |
| Sojasoße           | 5,2                                |                                     |
| Lakritze           | 0,9                                |                                     |
| Erbsen             | 0–7,3                              |                                     |
| Bohnen             | 0–6,3                              |                                     |
| Sojaöl             | 0                                  |                                     |

## Externe Links zu erwähnten Verbindungen
1. ↑  Externe Identifikatoren von bzw. Datenbank-Links zu Daidzin:  CAS-Nr.: 552-66-9, EG-Nr.: 611-245-3, ECHA-InfoCard: 100.107.506, PubChem: 107971, ChemSpider: 10164919, DrugBank: DB02115, Wikidata: Q3814656.
2. ↑  Externe Identifikatoren von bzw. Datenbank-Links zu Prunetin:  CAS-Nr.: 552-59-0, EG-Nr.: 209-018-5, ECHA-InfoCard: 100.008.199, PubChem: 5281804, ChemSpider: 4445116, Wikidata: Q7253051.
3. ↑  Externe Identifikatoren von bzw. Datenbank-Links zu Pratensein:  CAS-Nr.: 2284-31-3, EG-Nr.: 875-677-6, ECHA-InfoCard: 100.347.521, PubChem: 5281803, ChemSpider: 4445115, Wikidata: Q3401397.
4. ↑  Externe Identifikatoren von bzw. Datenbank-Links zu Orobol:  CAS-Nr.: 480-23-9, PubChem: 5281801, ChemSpider: 4445113, Wikidata: Q7103718.